# Metamerie (Biologie)

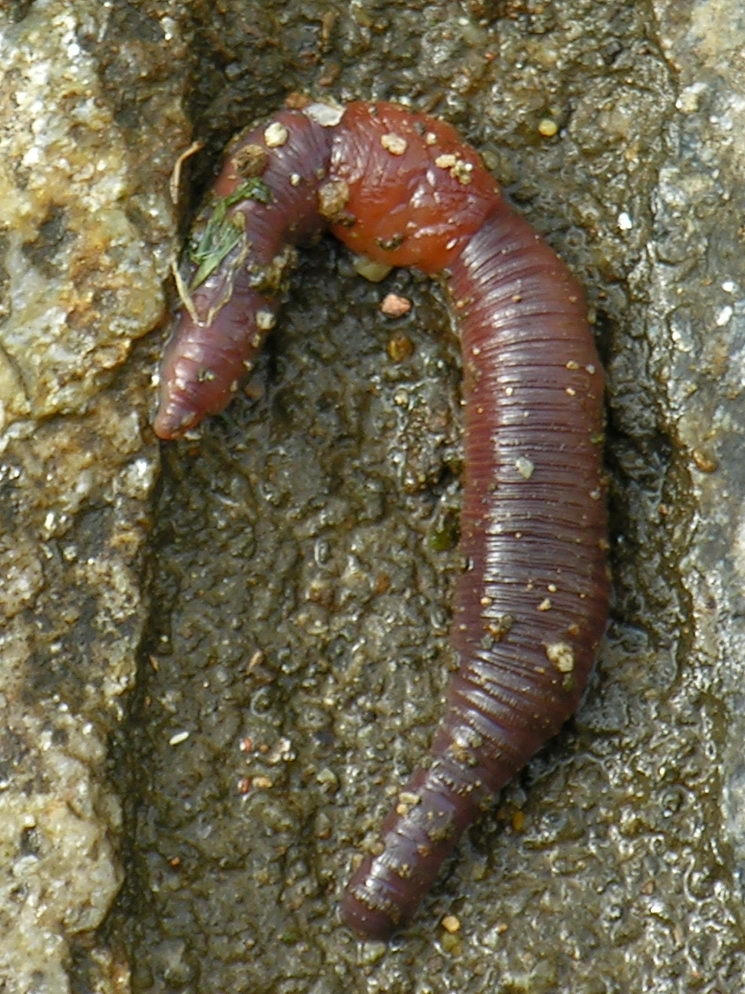
Metamerie bei einem Regenwurm

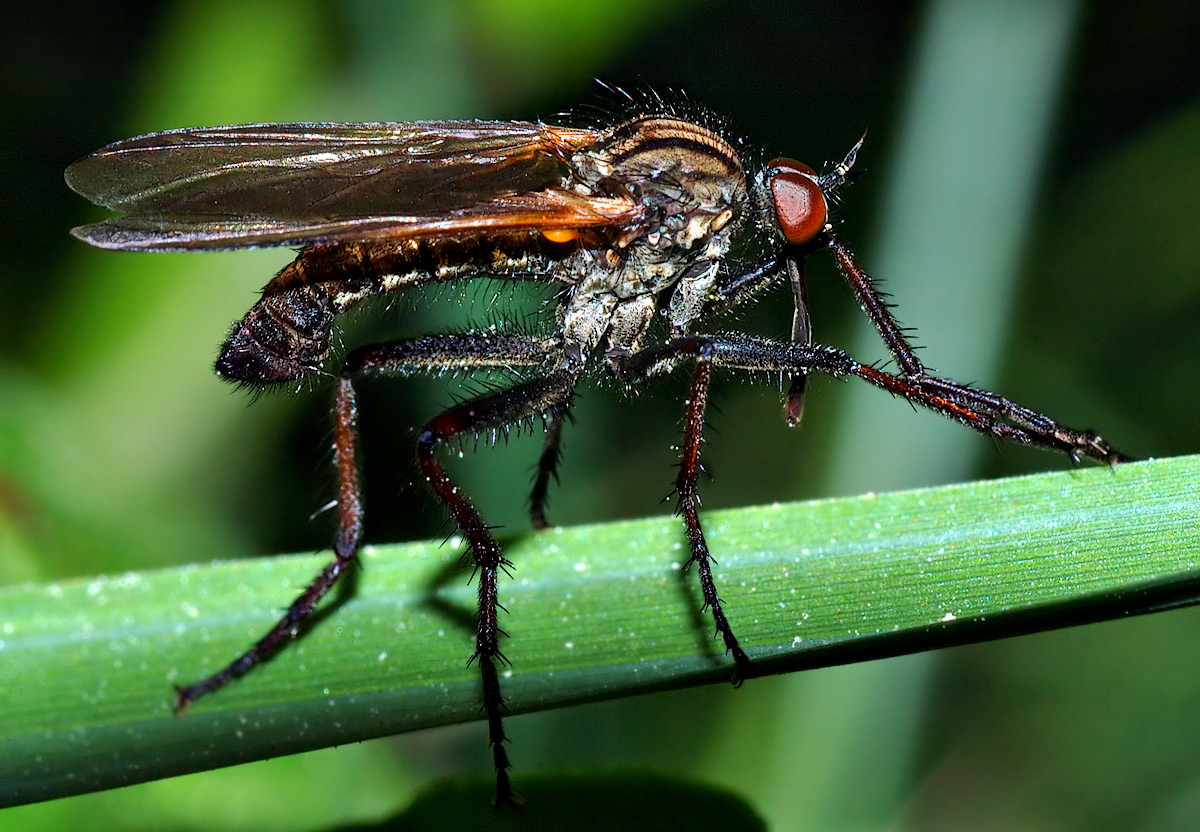
Heteronome Metamerie bei einem Insekt (Empis tesselata): Während die Gliedmaßen am Kopf als Mundwerkzeuge ausgebildet sind, trägt der Rumpf Laufbeine.

Die Metamerie ist die Segmentierung des Tierkörpers in aufeinander folgende Abschnitte. Ursprünglich sind alle Segmente gleichartig gestaltet (homonome Metamerie oder homonome Segmentierung) wie es beim Regenwurm den Anschein hat. Er sieht von außen homonom segmentiert aus, besitzt jedoch Tagmata wie das Clitellum und ist somit nur scheinbar homonom segmentiert. Im weiteren Verlauf der Evolution entwickelten viele Tiere, beispielsweise die Insekten, eine unterschiedliche Segmentierung (heteronome Metamerie). Bei Wirbeltieren ist die Metamerie in Form der gegliederten Wirbelsäule erhalten.
Die funktionelle Spezialisierung von Segmenten führt zur heteronomen Segmentierung und zur Bildung von Tagmata (Tagmatisierung).